# I. Albert namuri gróf
I. Albert (kb. 940/50 – 1010) középkori frank nemesúr, a Német-római Birodalomhoz tartozó Lotaringiai Hercegség területén fekvő Namuri Grófság hűbérura volt.

## Élete
Apja I. Róbert namuri gróf volt. Születési ideje nem ismert, de feltehetően 940-950 közé tehető. Egy 981-ből származó oklevél említi apja három gyermekét (Albert, Giselbert és Rotbert). Apja halála után örökölte a grófi címet (feltehetően 980 körül). III. Ottó 992-ben kiadott oklevelében megerősítette a Brogne-i apátságnak adományozott előjogokat, amely már mint grófot említi ("in pago Lomacensis situm" "comiti…Namuci Adelberto"). Halálának éve sem ismert pontosan, de 1011-ből ismerünk egy érdekes epizódot: az arrasi St. Vaast kolostor egyik szerzetese álmot látott, amelyben a pokolban látta szenvedni Albert namuri grófot ("Albertum Namucensium comitatui") és erről körlevelében Richárd verduni püspök is megemlékezett, vagyis a gróf feltehetően az előző évben hunyt el.
Albert felesége Ermengarde, Károly alsó-lotaringiai herceg és Adelais de Troyes (970/975 – 1013 után) lánya volt. A "Genealogica comitum Buloniensium" feljegyzi, hogy "Karolus dux" két lánya "Ermengardem et Gerbergam" voltak. A "Gesta Abbatem Trudonensium" viszont arról tudósít, hogy Ermengarde apja "Ottoni duci Lotaringiæ", aki Károly fia és utódja volt, ami azért kétséges, mert Ottó 970 körül született, viszont Ermengarde feltehetően 990-ben ment férjhez, amikor apja éppen csak megnősülhetett.
A házasság 990-es dátumát az valószínűsíti, hogy Reimsi Richer krónikája nem említi apja gyermekei között, amikor Károly 991-ben fogságba került: "Karolum…cum uxore Adelaide et filio Ludovico, et filiabus duabus, quarum altera Gerberga, altera Adelaidis dicebatur, necnon et Arnulfo nepote".

## Leszármazottai
Albert és Ermengarde házasságából hat gyermek származott:
- Robert de Namur ( – 1031) A Fundatio Ecclesiæ S Albani Namucensis feljegyzi származását: "comes Albertus secundus, ortus ex patre Lothariensi, matre vero Francigena Ermengarde, nobilissimam Francorum regum prosapiam trahente",[6] amit hagyományosan úgy értelmeznek, hogy Róbertnek Albert és Ermengarde voltak a szülei. Apja halála után mint II. Róbert örökölte a grófi címet. A Miracula Sancti Veroni másként adja meg a nevet, eszerint "comitem Ratbodum" csodálatos módon felépült lázából, amikor a szent ereklyéihez járult.[7]
  - Fiúgyermek (? – ?). Róbert feleségének neve nem ismert, házasságukból feltehetően csak egy gyermek született, aki fiatalon meghalt: a Miracula Sancti Gengulfi említi "Radbodus Namurcensium comes" nevét és feljegyzi, hogy a szent meggyógyította "filio suo morte gravatu".[8] A csodás gyógyulás ellenére a gyermek feltehetően fiatalon halt meg, mert semmilyen más utalás nem maradt fenn róla.
- Albert de Namur (? – 1063/64). A Genealogica comitum Buloniensium feljegyzi, hogy Ermengarde volt az anyja "Albertum comitem de Namuco".[4] Bátyja halála után mint II. Albert örökölte a grófi címet. Ő alapította a Saint-Aubain templomot Namurben, amelynek alapító okirata feljegyzi Albertet ("comes Albertus secundus, ortus ex patre Lothariensi, matre vero Francigena Ermengarde, nobilissimam Francorum regum prosapiam trahente").[6] Albertnek két gyermeke ismert:
  - Albert de Namur (1035. augusztus 10. előtt – 1102. június 22.) A "Genealogica comitum Buloniensium" feljegyezte Albert gróf fiait: "Albertum et fratrem eius Heinricum comitem de Durboio".[9] Apja halála után mint III. Albert örökölte a grófi címet.
  - Henrik de Namur (? – 1088. április 23. után). A "Genealogica comitum Buloniensium" feljegyezte Henriket, mint II. Albert fiát és III. Albert öccsét. A "Chronicon Huberti" együtt említi Albertet és Henriket ("Albertus comes Namucensis et Henricus Durboiensis"), de nem adja meg a kettejük közötti rokoni kapcsolatot.[10] A Durbuy grófja címet kapta meg. Halálának időpontja nem ismert, de IV. Henrik német-római császár 1088. április 23-án kiadott oklevelében megerősített egy adományt a liège-i Szent Jakab templomnak "Heinrico comite de Durbui" kérésére.[11]
- Hedwig (v. Hadewide) de Namur (1005/10 – 1080. január 28.) A Genealogica ex Stirpe Sancti Arnulfi említi "Hadewidem et Emmam de Los" nevét, akik "Ermengardis [filiæ Karoli ducis]" lányai voltak.[12] Hedvig feltehetően szülei házasságának vége felé született, mivel apja 1010 körül, ő maga 1080-ban halt meg. Hedvig 1075-ben megalapította Châtenois apátságát, amit halála után ("post obitum ductricis Hadewidis") fia, "dux Theodericus filius eius" is megerősített.[13] Férje Gerard felső-lotaringiai herceg.
- Liutgarde (v. Emma) de Namur (? – ?). A Vita Arnulfi megnevezi III. Albert namuri gróf három nővérét: "Lugerdam, Godam, Ermengardam",[14] de a Gesta Abbatem Trudonensium mint "Lutgarde filia Hermegardis Namurcensis comitissæ, Ottonis prefati ducis filie" nevezi meg, aki férjével, Ottóval ("Ottonis comitis de Los") II. Baldric liège-i püspök szülei voltak.[15] A rokoni kapcsolat meglehetősen valószínűtlen, hiszen Liutgarde szülei 990-ben házasodtak, míg Baldricot 1008-ban iktatták be püspöki székébe. Férje Ottó, Looz grófja.
- Goda de Namur (? – ?). A Vita Arnulfi megnevezi III. Albert három nővérét: "Lugerdam, Godam, Ermengardam" és megjegyzi, hogy Goda volt az anyja Meinsindának ("Meinsindam matrem sancti Arnulfi episcopi Suessioniæ").[14] Goda férjének kilétére nézve nem maradt fenn semmilyen információ, de házasságukból egy gyermekről tudunk:
  - Meinsinda (? – ?) A Vita Arnulfi közli, hogy Szent Arnulf püspöknek Meinsinda volt az anyja ("Meinsindam matrem sancti Arnulfi episcopi Suessioniæ"). Férje nem ismert, de a házasságból származó gyermek, Arnulf, 1060-ban belépett a soissons-i Saint Médard kolostorba, 1081-ben püspökké avatták és az Oudenbourgi kolostorba vonult vissza, amit ő alapított.
- Ermengarde de Namur (? – ?). Csak a Vita Arnulfi-ből ismert, amely megnevezi II. Albert gróf három nővérét: "Lugerdam, Godam, Ermengardam".